# 曲顥
曲顥（越南语：／；860年—917年），又作曲承顥（越南语：／），史称曲中主，於10世紀初期擔任管治越北地區的靜海節度使（曲顥時期名義上受中國後梁承認，並與南漢保持友好關係），在任期間治績良好，被譽為古代越南的「令主」。

## 生平

### 襲位
曲顥出身於中國唐末安南鴻州（屬今海陽省寧江縣）地區的豪族家庭，父親曲承裕任靜海節度使。907年曲承裕去世，曲顥襲位，適逢朱全忠篡唐，曲顥獲後梁封為「安南都護， 充節度使」，在名義上歸於中國中央王朝所管轄。

### 內政
曲顥在內政上，推行了一系列新措施。在地理建置方面，採中國制度，將轄境劃分為「路」、「府」、「州」、「甲」、「社」。每「社」由令長和佐令長治理，若干個「社」組成「鄉」，由鄉管和副鄉管治理及負責徵稅。在經濟民生方面，曲顥整頓了賦稅及徭役，史稱他「均田租，蠲力役，造戶籍，編記姓名鄉貫，甲長帥之。政尚寬簡，民獲蘇息。」

### 外交

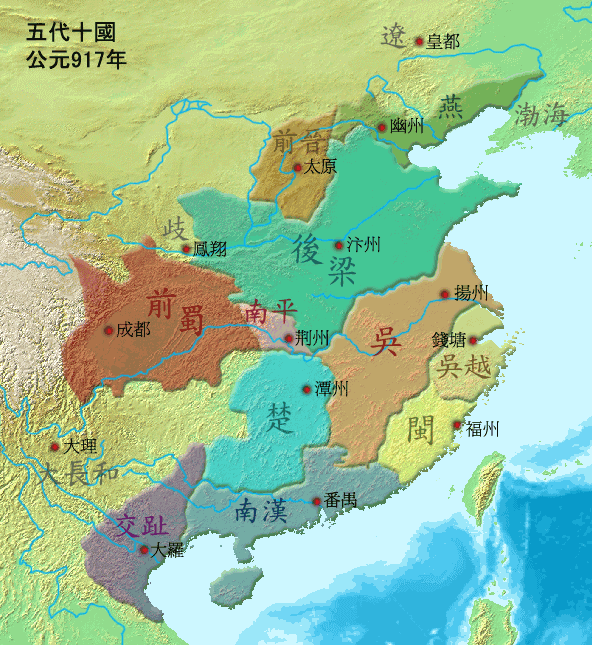
曲氏時期的越南與中國五代十國

與曲顥執政的同時，中國嶺南一帶由南漢所統轄，雙方互成水火，據《大越史記全書·外紀全書·南北分爭紀》所載，「時，隱據番禺（今廣州市），交州人曲顥據州治，稱節度使，志在相圖」。但由於僵持不下，曲顥便與南漢假裝友好，在917年劉龑稱帝時，遣子曲承美為「歡好使」至廣州，實際上是「以覘虛實」。

### 去世
917年，曲顥去世，由兒子曲承美襲位。

## 評價
- 越南封建時代史家黎嵩稱讚「曲中主克承先業，綽有祖風，運籌決勝，出人意表，與北朝諸國而抗衡，為我越之令主，定府籍管甲之職，制度稍立。」[6]
- 越共學者指出曲顥時期越南社會取得良好發展，「（越南）的面貌開始有了轉變，人民的生活比過去好得多」。[7]

## 外部連結
- （越南文）（中文）. （原始内容存档于2016-03-05）.
- （越南文）（中文）. （原始内容存档于2016-03-04）.

| 前任： 曲承裕 | 靜海節度使 907年－917年 | 繼任： 曲承美 |